# ABU Radio Song Festival 2016
Das ABU Radio Song Festival 2015 war die vierte Ausgabe des jährlich stattfindenden ABU Radio Song Festivals. Das Festival, welches kein Wettbewerb ist, fand am 26. April 2016 in der chinesischen Hauptstadt Peking statt. 14 Länder nahmen teil, darunter erstmals Macau, Nepal, Rumänien, Turkmenistan und Gastgeber China.

## Austragungsort

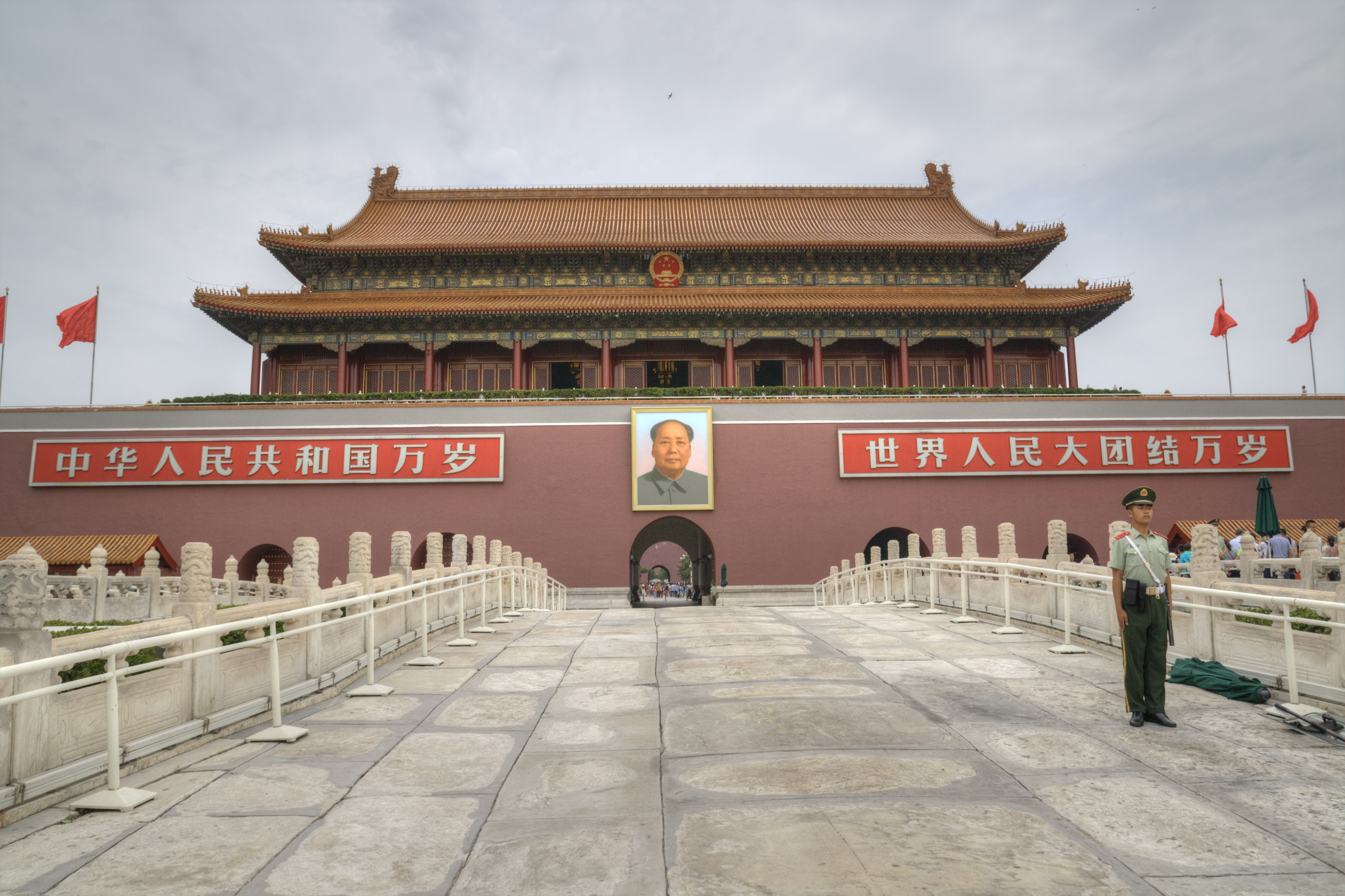
Verbotene Stadt in Peking

Länder, 2016 teilnehmen werden

Peking ist die Hauptstadt der Volksrepublik China und hat eine über dreitausendjährige Geschichte. Der Name bedeutet „Nördliche Hauptstadt“ (vgl. Nanjing für „Südliche Hauptstadt“). Peking ist heute eine regierungsunmittelbare Stadt, das heißt, sie ist direkt der Zentralregierung unterstellt und damit Provinzen, autonomen Gebieten und Sonderverwaltungszonen gleichgestellt. Der Ballungsraum (einschließlich Vororte) hat 11,8 Millionen Einwohner (2007). Ab 2017 soll die Metropole Kern einer Megalopolis von 130 Millionen Einwohnern namens Jing-Jin-Ji werden.
Peking stellt als Hauptstadt das politische Zentrum Chinas dar. Aufgrund der langen Geschichte beherbergt Peking ein bedeutendes Kulturerbe. Dies umfasst den Tian’anmen-Platz (chinesisch Platz am Tor des Himmlischen Friedens), die 1987 von der UNESCO zum Weltkulturerbe erklärte Verbotene Stadt, den neuen und alten Sommerpalast und verschiedene Tempel, wie z. B. den Himmelstempel, den Lamatempel und den Konfuziustempel. Peking war Austragungsort der Olympischen Sommerspiele 2008 und wurde auch als Gastgeber für die Olympischen Winterspiele 2022 ausgewählt.
Im Juli 2015 wurde Peking als Austragungsort bekanntgegeben.

## Austragender Fernsehsender
Als Mitglied der ABU trug „China National Radio“ (CNR) das 4. ABU Radio Song Festival aus. Im Gegensatz zum Eurovision Song Contest findet die asiatische Variante in Form eines TV- und eines Radio-Festivals statt.

## Teilnehmer
China und Macau nahmen bereits am ABU TV Song Festival teil und debütierten beim Radio Festival, zusammen mit Nepal, Turkmenistan und Rumänien. Brunei, Malaysia, Pakistan und Sri Lanka nehmen in diesem Jahr nicht teil. Mit Rumänien nahm erstmals ein rein europäisches Land teil. Folgende 14 der 17 eingereichten Beiträge erreichten das Finale der Show:
| Land         | Sprache              | Interpret                                                 | Lied                          | Ungefähre Bedeutung im Deutschen        |
| ------------ | -------------------- | --------------------------------------------------------- | ----------------------------- | --------------------------------------- |
| China        | Mandarin             | CNR Kinderchor                                            | Singing In The Drizzling Rain | Im Nieselregen singen                   |
| China        | Mandarin             | Wang Yi, Zhang Yingying, Ren Yanmin, Zhenmin & Hua Shukai | Youth Never Ends              | Die Jugend endet nie                    |
| Indien       | Hindi                | Thokchom Lansana Chanu                                    | Creation                      | Kreation                                |
| Indonesien   | Indonesisch          | Novri Batteny                                             | Diantara kita                 | Unter uns                               |
| Macau        | Mandarin             | Josie Ho                                                  | Who Am I                      | Wer bin ich?                            |
| Malediven    | Dhivehi              | Bathool Ahmed                                             | Unikan                        | Behinderung                             |
| Myanmar      | Burmesisch           | Eastern & Phoe Pyae                                       | New Fangled Harmony           | Neumodische Harmonie                    |
| Nepal        | Nepali               | Suman Gurung                                              | Aaja mero man ma              | Heute in meinem Herzen                  |
| Rumänien     | Rumänisch, Spanisch  | Analia Victoria Selis                                     | Viento del sur                | Südwind                                 |
| Singapur     | Malaysisch           | Ling Kai                                                  | Year, Month, Day              | Jahr, Monat, Tag                        |
| Südkorea     | Koreanisch, Englisch | Seungjin Han                                              | Little Wings                  | Kleine Flügel                           |
| Thailand     | Thai                 | Nawapol Roadsomjit (Ome)                                  | Take On This World            | Erobere diese Welt                      |
| Turkmenistan | Turkmenisch          | Atajan Berdijew                                           | Rainbow                       | Regenbogen                              |
| Vietnam      | Vietnamesisch        | Phan Thi Thu Lan                                          | Good News Bring By The Bird   | Gute Nachrichten soll der Vogel bringen |

Nicht für das Finale ausgesucht wurden die folgenden drei eingereichten Beiträge:
| Land       | Sprache     | Interpret               | Lied                  | Ungefähre Bedeutung im Deutschen |
| ---------- | ----------- | ----------------------- | --------------------- | -------------------------------- |
| Indien     | Englisch    | Vince Costa             | Home Before Christmas | Zu Hause vor Weihnachten         |
| Indonesien | Indonesisch | Debora Febricia Romauli | Mati rasa             | Taub                             |
| Malediven  | Dhivehi     | Abdulla Ziyau           | Eid ufaa              | Eids Fröhlichkeit                |

## Andere Länder
- Brunei: Am 20. Februar 2016 gab Radio Televisyen Brunei bekannt, dass Brunei nicht eingeladen wurde und eine Teilnahme daher unwahrscheinlich ist.[4]
- Malaysia: Das Land stand nicht auf der Teilnehmerliste.
- Pakistan: Das Land stand nicht auf der Teilnehmerliste.
- Sri Lanka: Das Land stand nicht auf der Teilnehmerliste.